# Аймаки (Дагестан)
Аймаки — село в Гергебильском районе Дагестана. Образует сельское поселение село Аймаки как единственный населённый пункт в его составе.

## Географическое положение
Село Аймаки расположено в 7 км к северо-востоку от села Гергебиль, в котловине, образованной хребтами Кулимеэр и Балул, на реках Эхеб и Эхедатар.

## История
Село известно с XIV века. Перед нашествием Тамерлана, принесшего Ислам, жители Аймаки, Куппа и близ лежащих сел исповедовали христианство халкидонского направления.
Аймаки первая столица Мехтулинского ханства, созданного представителями боковой ветви рода правителей Аварского ханства, а именно Ахмадхан (впервые упоминаемый в 1637 году), который был сыном Махди, известного, как «уварский Мехтей-князь», которого Л.И.Лавров отнёс к числу правителей Аварии. В свою очередь Махди возможно был сыном Ибрагима, хана аварского.

## Население
| 1869  | 1888  | 1895  | 1926  | 1939  | 1970  | 1989  |
| ----- | ----- | ----- | ----- | ----- | ----- | ----- |
| 552   | ↗660  | ↗748  | ↗884  | ↗1256 | ↗1312 | ↗1963 |
| 2002  | 2010  | 2012  | 2013  | 2014  | 2015  | 2016  |
| ↗2362 | ↘2342 | ↗2377 | ↘2376 | ↗2418 | ↗2449 | ↗2470 |
| 2017  | 2018  | 2019  | 2020  | 2021  | 2023  | 2024  |
| ↗2508 | ↗2548 | ↗2562 | ↗2594 | ↘2413 | ↗2453 | ↗2487 |
| 2025  |       |       |       |       |       |       |
| ↗2528 |       |       |       |       |       |       |